# Dicranomyia (Nealexandriaria) frontina
Dicranomyia (Nealexandriaria) frontina is een tweevleugelige uit de familie steltmuggen (Limoniidae). De soort komt voor in het Oriëntaals gebied.